# Сичинский, Мирослав Николаевич
Мирослав Николаевич Сичинский (укр. Мирослав Миколайович Січинський, 11 октября 1887, Черниховцы — 16 марта 1979, Уэстленд, штат Мичиган, США) — украинский общественно-политический деятель; двоюродный брат председателя Украинской социал-демократической партии (УСДП) Галичины Владимира Темницкого, министра иностранных дел УНР (1919). Убийца наместника Галиции Анджея Потоцкого.

## Биография
Сичинский учился в Коломыйской и Перемышльской (ныне Пшемысль, Польша) гимназиях, на философском факультете Львовского и Венского университетов.
Принадлежал к УСДП Галиции, принимал активное участие в её деятельности, в частности избирательных кампаниях.
В отместку за притеснения местной польской администрации украинского населения края и фальсификации ею выборов в австрийский парламент 12 апреля 1908 застрелил в Львове галицкого наместника Анджея Потоцкого в его рабочем кабинете (существуют и другие версии мотивов его поступка). Хотя ответственность за этот акт не взяла на себя ни одна политическая организация, его с одобрением восприняли радикальные украинские партии и деятели, подавляющее большинство галицких украинцев. Митрополит Андрей Шептицкий, всё духовенство и лидеры национально-демократической партии сурово осудили поступок Сичинского как проявление политического террора.
Однако это осуждение подогрело неблагосклонное отношение украинского народа к польскому господству в Галичине и пропольской ориентации отдельных украинских политических кругов. Широкие массы украинской общественности однозначно поддержали Сичинского. Народ в деревнях пел: «Наш Сичинский пусть живёт, а Потоцкий пусть гниет», детям массово начали давать имя Мирослав. Стоит заметить, что после 12 апреля по городам Галиции прокатилась волна антиукраинских погромов.
Сичинский был арестован и приговорён к смертной казни, которую император из-за международного резонанса дела заменил на 20-летнее заключение. В 1911 году Дмитрий Витовский и Николай Цеглинский организовали его побег. С помощью двух надзирателей-украинцев Сичинский сбежал из тюрьмы в Станиславе (ныне Ивано-Франковск) и вместе с ними нелегально выехал в Норвегию, а затем — в Швецию, оттуда в 1914 — в США.
Был одним из основателей Украинской федерации Социалистической партии Америки, редактировал её еженедельники «Рабочий» (1914—1917) и «Народ» (1917), входил в ведущих руководителей федерации украинцев США (1915-18).
В 1920 стал соучредителем организации «Оборона Украины» и редактором её журнала «Украинская община».
В 1933—1941 — президент Украинского Рабочего Союза (ныне Украинский Братский Союз). Во время Второй мировой войны постепенно перешёл на просоветские и прокоммунистические позиции, хотя не был апологетом строя СССР и коммунистической идеологии и практики. В начале 1960-х годах и в 1968 г. приезжал в Украинскую ССР, посещал Львов. До конца жизни не жалел о своем поступке, считал его оправданным и справедливым.
Последние годы провёл в доме престарелых. Умер в городе Уэстленд (штат Мичиган, США).

## Работы
- Народна справа в Америці (1919)